# Cyrtandropsis epiphytica
Cyrtandropsis epiphytica är en tvåhjärtbladig växtart som beskrevs av Rudolf Schlechter. Cyrtandropsis epiphytica ingår i släktet Cyrtandropsis och familjen Gesneriaceae. Inga underarter finns listade i Catalogue of Life.